# Autruche à cou rouge
Struthio camelus camelus
Sous-espèce
L’Autruche à cou rouge, ou Autruche d'Afrique du Nord (Struthio camelus camelus) est la sous-espèce type de l'Autruche d'Afrique (Struthio camelus). C'est la plus grande des sous-espèces d'autruches, ce qui en fait le plus grand des oiseaux. Elle est considérée comme en danger critique.  

## Habitat
L'Autruche à cou rouge est l'une des quatre sous-espèces d'autruches. C'est la seule à occuper le milieu particulièrement difficile du Sahara et du proche Sahel. Il y a environ un siècle, elle pouvait se rencontrer dans toute la périphérie du Sahara, soit 18 pays, ne subsistant de nos jours que dans six pays. 

## Description
L'Autruche à cou rouge est la plus grande sous-espèce de Struthio camelus, avec une hauteur de 2,74 m et un poids pouvant aller jusqu'à 154 kg. Son cou est d'un rouge rosé, le plumage des mâles est noir et blanc et celui des femelles est gris.

## Spécimens en captivité

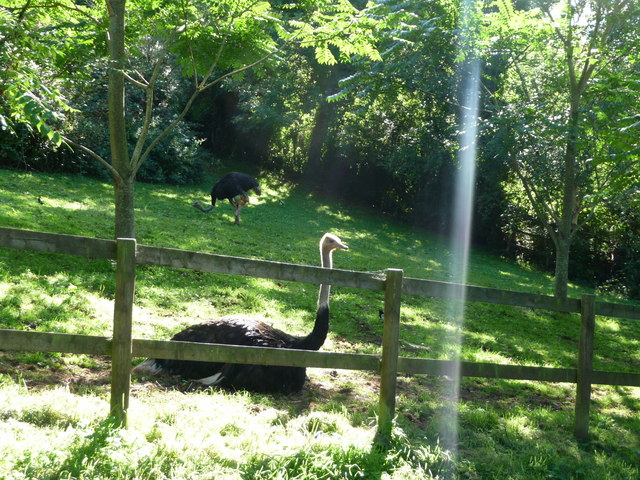
Autruche à cou rouge au zoo de Paignton, au Royaume-Uni.

Les autruches à cou rouge en captivité sont pour l'essentiel des populations reproductrices dans des zoos d'Europe ou du Moyen-Orient, tel que le zoo de Paignton au Royaume-Uni, le zoo de Hanovre en Allemagne, ou encore la réserve africaine de Sigean dans le Sud de la France.

## Systématique
Le nom valide de ce taxon est Struthio camelus camelus, Linnaeus, 1758. Il a pour synonyme Struthio camelus spatzi, Stresemann, 1926.